# Basilej-venkov
Basilej-venkov (německy Basel-Landschaft, francouzsky Bâle-Campagne, italsky Basilea Campagna, rétorománsky Basilea-Champagna) je kanton na severozápadě Švýcarska. Nachází se v oblasti na jih a jihovýchod od Basileje, v převážně hornaté oblasti pohoří Jura. Jeho úředním jazykem je němčina, hlavním městem je Liestal.

## Geografie

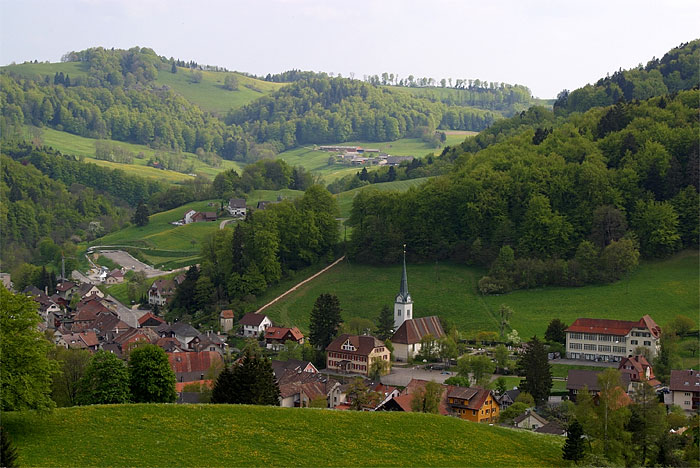
Pahorkatá venkovská krajina, typická pro kanton

Kanton se nachází na severozápadě Švýcarska. S výjimkou několika obcí zahrnuje všechny obce údolí Laufental podél řeky Birs, Birsecku a dolního Leimentalu (tzv. Unterbaselbiet) a obce podél Ergolz a jeho přítoků (tzv. Oberbaselbiet). Geografický tvar kantonu je značně nepravidelný, zejména kvůli poloze sousedního Schwarzbubenlandu v kantonu Solothurn; hranice kantonu také protíná několik městských aglomerací měst, která sama neleží v kantonu, a dotýká se dvou dalších států, nikoli však hraničního trojmezí. Nejvýznamnějším pohořím v kantonu je Jura, kde se také nachází jeho nejvyšší bod, 1169 metrů vysoký Hinteri Egg. Naopak nejnižším bodem je ústí řeky Birs do Rýna v nadmořské výšce 246 metrů.
Rozlohou patří k menším švýcarským kantonům (18. z 26). Vzhledem k hustému osídlení se však řadí na 10. místo v počtu obyvatel. V roce 1833 došlo k rozdělení kantonu Basilej na dva polokantony Basilej-město a Basilej-venkov (viz Historie).
Basilej-venkov sousedí na východě a severovýchodě s kantonem Aargau a je ohraničen Rýnem, který tvoří státní hranici s Německem. Kromě toho na severu sousedí s kantonem Basilej-město. Na severozápadě navazuje státní hranice s Francií.
Na jihu sousedí s kantonem Solothurn, jehož některé exklávy také hraničí na západě s kantonem Basilej-venkov. Na krajním jihozápadě probíhá hranice s kantonem Jura.
Rozloha kantonu je tématem jeho neoficiální hymny Baselbieterlied.

## Historie

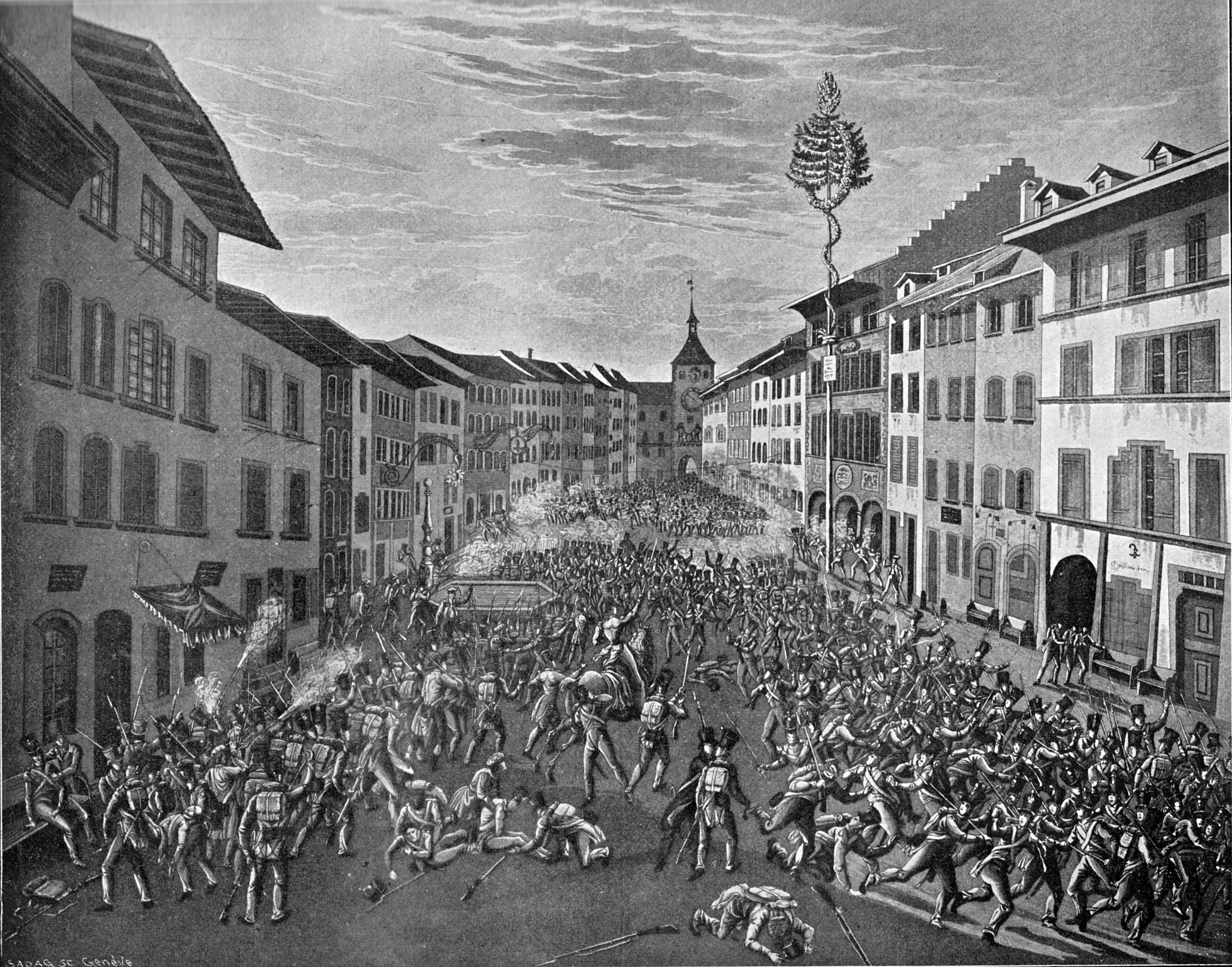
Bitva v Liestalu (1831)

Před napoleonskými válkami se na území současného kantonu Basilej-venkov nacházely části basilejského knížecího biskupství a poddanské území města Basileje, které se v roce 1501 připojilo ke Staré švýcarské konfederaci. Teprve v roce 1815 se dekretem Vídeňského kongresu stalo devět obcí zrušeného basilejského knížecího biskupství součástí města Basileje, zatímco zbytek knížecího biskupství byl připojen ke kantonu Bern.
V roce 1832 se venkovské obce postavily na odpor proti nadvládě města Basileje, kterému stále vládlo patricijské panství. Obce na levém břehu Rýna se konstituovaly jako nezávislý polokanton Basilej-venkov a přijaly liberální, zastupitelskou ústavu. Nový kanton byl uznán v roce 1833 na zasedání Švýcarské konfederace. Jako polokanton, vzniklý rozdělením do té doby jednotného kantonu Basilej, proto má jen jeden hlas ve Státní radě (Ständerat) místo obvyklých dvou.

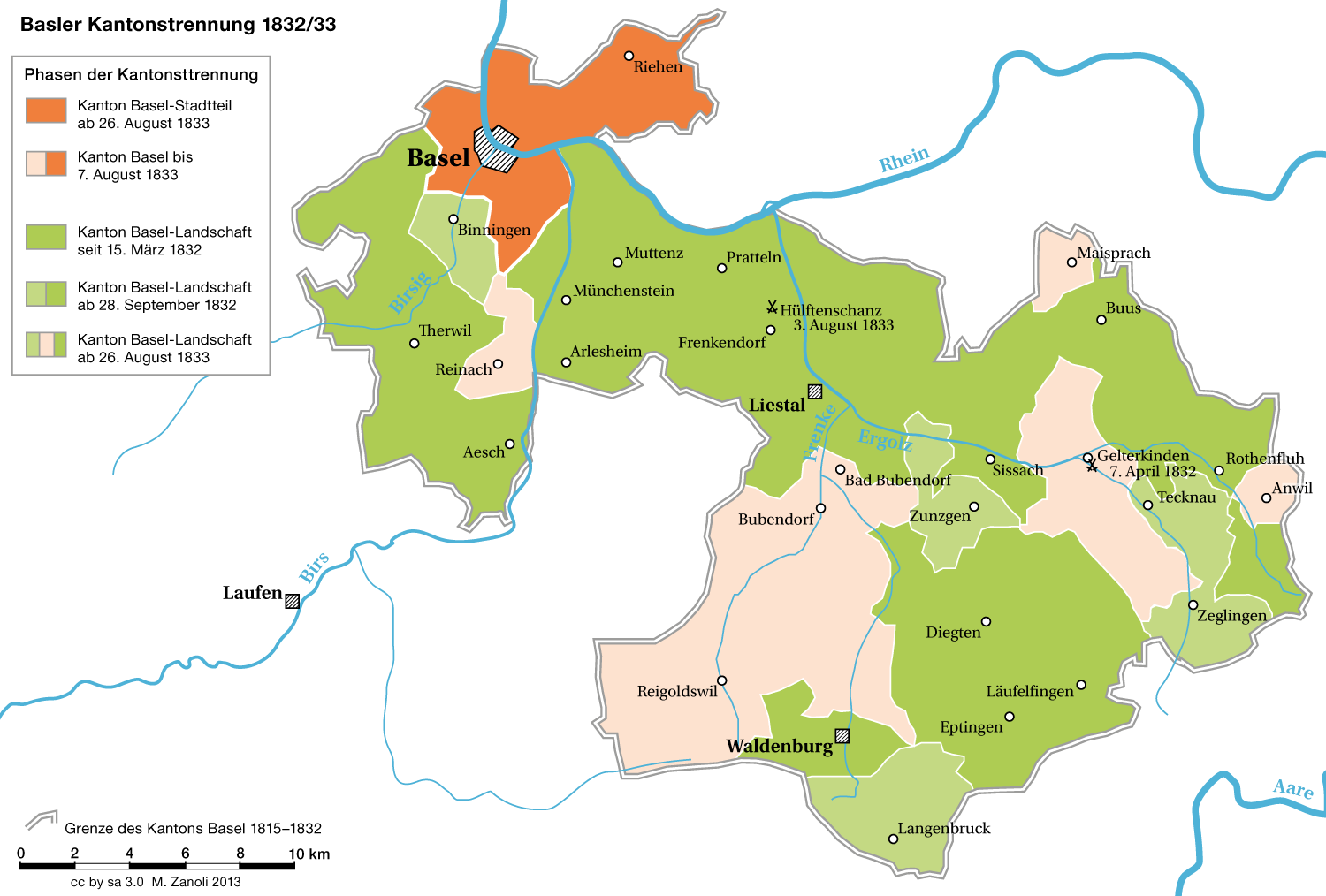
Mapa rozdělení kantonu Basilej v letech 1832–1833

V důsledku vnitřního napětí kanton v 19. století několikrát vydal nové ústavy: omezení kompetenčních sporů v letech 1838 a 1850, průlom demokratického hnutí v roce 1863, rozšíření demokracie, základ pro podporu sociální péče a pro vybírání státní daně v roce 1892. Současná, šestá ústava z roku 1984 přinesla opětovné rozšíření práv občanů (včetně prvního švýcarského ombudsmana) a navíc představuje formální přepracování ústavy z roku 1892, která byla v průběhu téměř sta let více než dvacetkrát novelizována.
K 1. lednu 1994 se na základě referenda připojil okres Laufen, náležející do té doby ke kantonu Bern, ke kantonu Basilej-venkov.
Pokusy o sjednocení s městem Basilej se uskutečnily v letech 1936, 1969 a 2014, ale pokaždé ztroskotaly. Na konci září 2014 hlasovaly kantony Basilej-město a Basilej-venkov o iniciativě na sloučení, jejímž cílem bylo zřízení společné ústavní rady. V městském kantonu byl přijat 55 procenty, ale ve venkovském kantonu byl odmítnut více než 68 procenty, a proto se jím dále nezabýval. V Basileji-venkově existuje ústavní požadavek zemské autonomie od roku 1988, zatímco ústava Basileje-města obsahovala požadavek na sjednocení až do celkové revize v roce 2006.

## Obyvatelstvo

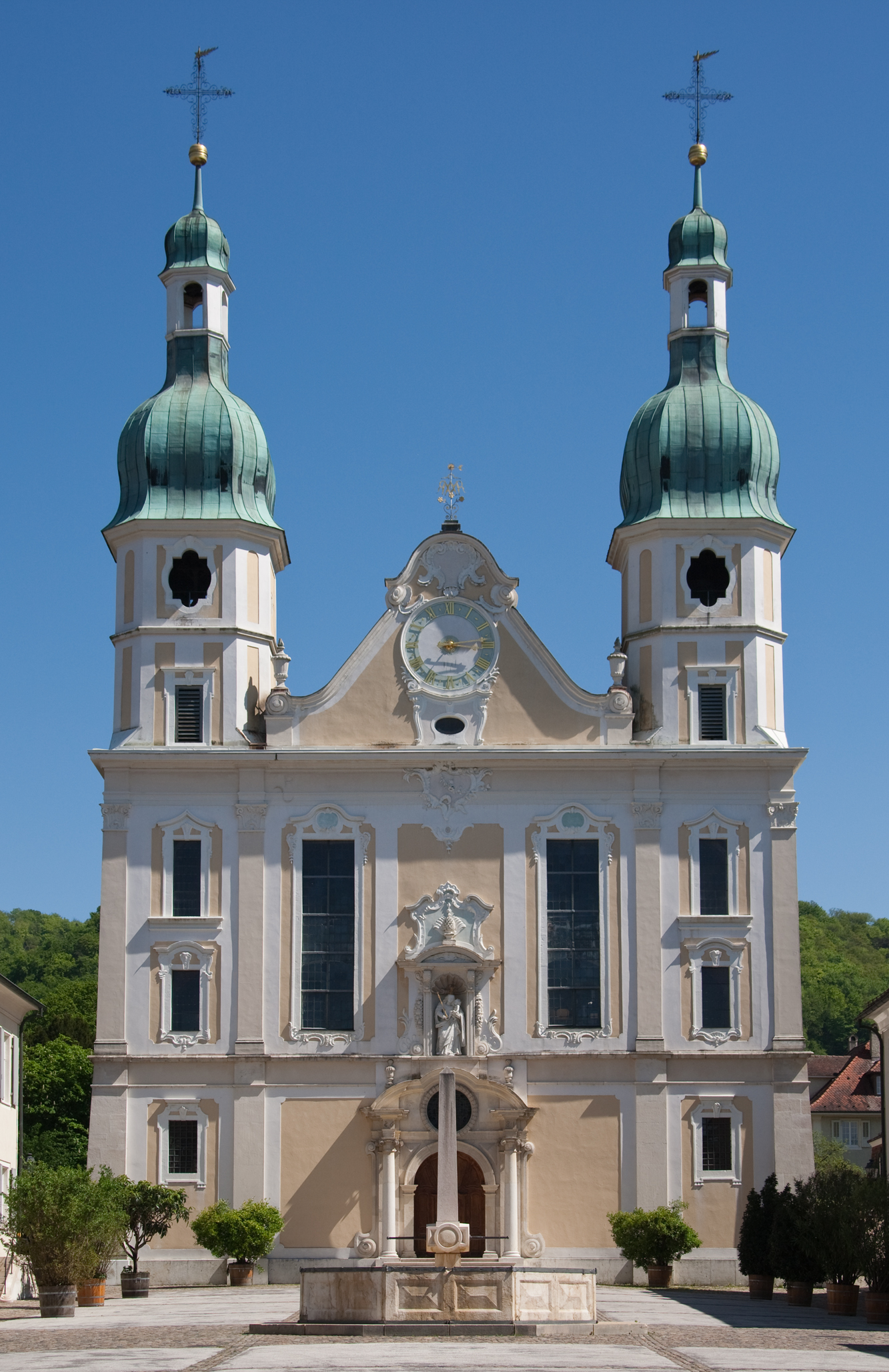
Dóm v Arlesheimu

K 31. prosinci 2021 žilo v kantonu Basilej-venkov 292 817 obyvatel. Hustota zalidnění je 556 obyvatel na km², což je téměř trojnásobek švýcarského průměru (212 obyvatel na km²). Podíl cizinců (obyvatel přihlášených k trvalému pobytu, avšak bez švýcarského občanství) činil k 31. prosinci 2019 22,9 %, zatímco na celostátní úrovni bylo registrováno 25,3 % cizinců. K 30. červnu 2021 činila míra nezaměstnanosti 2,4 %, na spolkové úrovni pak 2,8 %.
Mezi lety 1959 a 1970 byla populace kantonu Basilej-venkov nejrychleji rostoucí ve Švýcarsku. Populace se zdvojnásobila ze 108 000 na 205 000.

### Jazyky
Úředním jazykem v kantonu Basilej-venkov je němčina. Všechny kantonální a komunální úřady jsou však povinny přijímat podání i v jiném úředním jazyce Švýcarské konfederace.
V roce 2019 uvedlo 86,2 % obyvatel jako svůj hlavní jazyk němčinu, 5,5 % italštinu a 3,2 % francouzštinu. Angličtinu jako hlavní jazyk uvedlo 6,7 % respondentů a byla tak druhým nejzastoupenějším jazykem.

### Náboženství
Tradičním vyznáním v částech basilejského regionu, které před rokem 1798 patřily městu Basileji (dnešní okresy Liestal, Sissach a Waldenburg a jednotlivé obce v dnešním okrese Arlesheim) je reformované vyznání; tradičním vyznáním v Laufentalu, Zadním Leimentalu a Birsecku, které do roku 1798 patřily basilejskému knížecímu biskupství, je katolické vyznání.
V důsledku novodobé migrace a vzniku aglomerací jsou v současnosti tyto hranice velmi neostré, zejména v okolí města Basileje. V některých obcích v dolní části kantonu tak nyní převažují reformovaní, naopak v oblasti kolem Liestalu je nyní silná katolická menšina.
Z celkového počtu obyvatel s trvalým pobytem v kantonu Basilej-venkov se k 31. prosinci 2017 hlásilo 30,2 % (87 031 obyvatel) k evangelické reformované církvi kantonu Basilej-venkov, 25,3 % (72 916 obyvatel) k římskokatolické církvi a 0,4 % (1 062 obyvatel) ke kristokatolické církvi (100 %: 288 361 obyvatel).

## Politika
Současná ústava kantonu Basilej-venkov pochází ze 17. května 1984 (s pozdějšími změnami).

### Legislativa
Parlament kantonu Basilej-venkov, tzv. Zemská rada (německy Landrat), má 90 členů (Landräte). Volby do zemské rady se konají každé čtyři roky podle systému poměrného zastoupení. Nelze ji předčasně rozpustit. 
Lidé se na tvorbě zákonů podílejí nejen prostřednictvím svých zástupců, ale také přímo: Změny ústavy a zákony přijaté zemskou radou za účasti méně než čtyř pětin členů podléhají povinnému referendu. Jasněji přijaté zákony a rozhodnutí o nových jednorázových výdajích nad 500 000 CHF nebo o nových každoročně se opakujících výdajích nad 50 000 CHF podléhají lidovému hlasování, pokud o to požádá 1 500 oprávněných voličů (fakultativní referendum). Kromě toho může 1 500 voličů během dvou let požádat o přijetí, změnu nebo zrušení zákona nebo ústavy, o nichž se hlasuje v lidovém hlasování (lidová iniciativa) - pokud není zákonodárná iniciativa stažena ve prospěch alternativního návrhu, který má širokou podporu zemské rady.

### Vláda
Nejvyšším výkonným orgánem je Vládní rada (německy Regierungsrat), se skládá z pěti členů (Regierungsräte), kteří jsou voleni přímo občany na pevně stanovené čtyřleté období podle většinového volebního systému. Předseda vlády je každoročně volen kantonálním parlamentem z řad členů vládní rady.

### Soudnictví
Nejvyšším kantonálním soudem je Kantonální soud (Kantonsgericht), který vznikl v roce 2001 z bývalého Nejvyššího soudu, Ústavního soudu, Správního soudu a Pojišťovacího soudu.
Soudy prvního stupně pro občanskoprávní věci jsou dva okresní soudy pro občanskoprávní věci a pro trestní věci trestní soud a soud pro mladistvé.
Na komunální úrovni působí smírčí soudci jako rozhodčí orgány.

### Správní členění

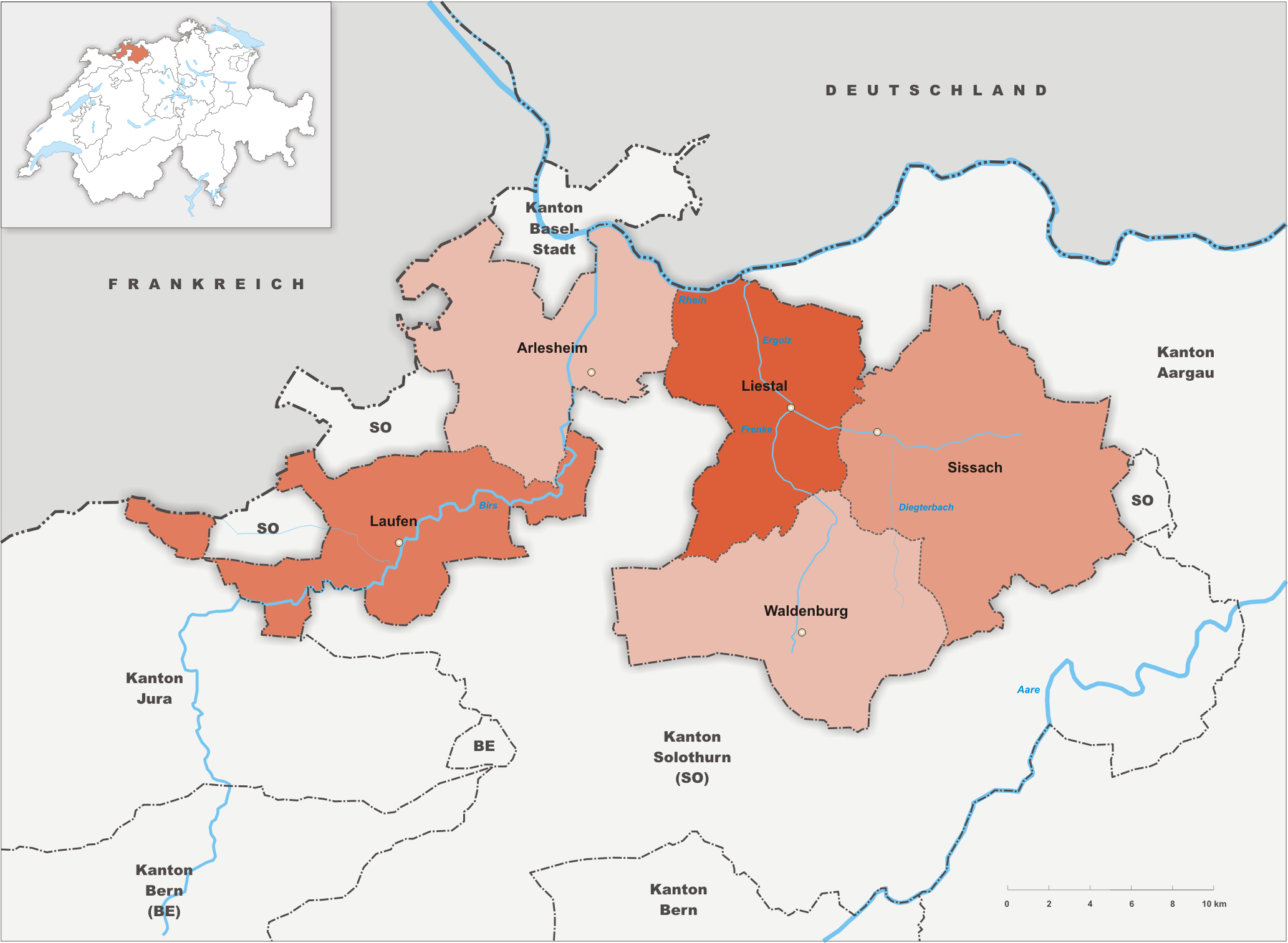
Mapa okresů kantonu Basilej-venkov

Kanton Basilej-venkov hodlal do roku 2016 dosáhnout vyrovnaného státního rozpočtu a do roku 2018 stoprocentního samofinancování. Díky tomu měly být mimo jiné posíleny všechny obce a pět okresů mělo být přeměněno na šest tzv. regionálních konferencí. K této správní reformě však zatím nedošlo.
Kanton Basilej-venkov se dělí na pět okresů:
| Okres      | Počet obyvatel (31.12.2020) | Rozloha km² | Sídlo      | Počet obcí |
| ---------- | --------------------------- | ----------- | ---------- | ---------- |
| Arlesheim  | 157 040                     | 96,22       | Arlesheim  | 15         |
| Laufen     | 20 321                      | 89,56       | Laufen     | 13         |
| Liestal    | 61 514                      | 85,86       | Liestal    | 14         |
| Sissach    | 36 063                      | 141,04      | Sissach    | 29         |
| Waldenburg | 16 031                      | 104,99      | Waldenburg | 15         |
| Celkem (5) | 290 969                     | 517,67      | Liestal    | 86         |

#### Obce

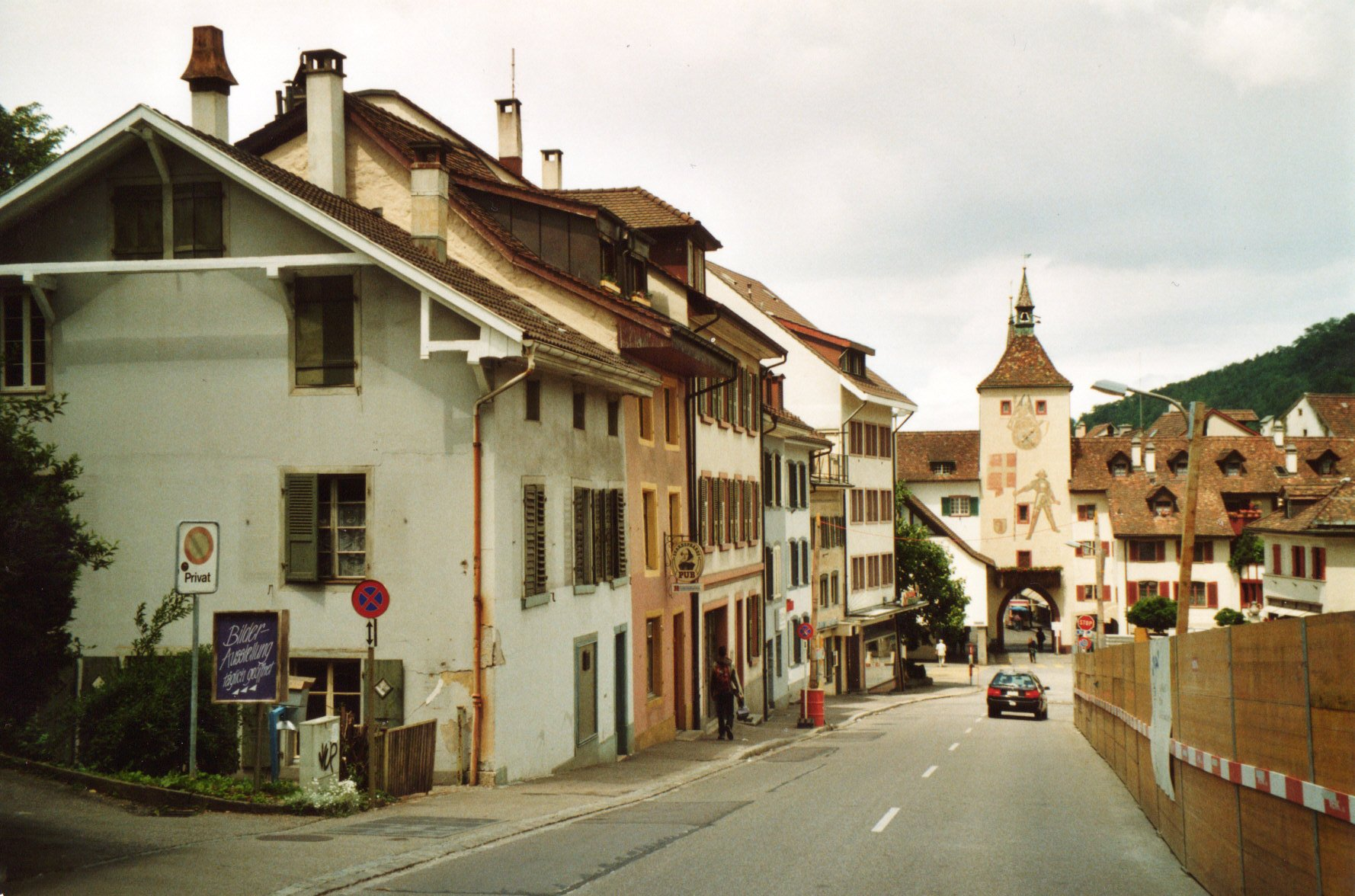
Liestal

V kantonu Basilej-venkov se nachází celkem 86 samostatných politických obcí. Níže jsou uvedeny politické obce s více než 10 000 obyvateli k 31. prosinci 2020:
| Obec                   | Počet obyvatel |
| ---------------------- | -------------- |
| Allschwil              | 21 374         |
| Reinach                | 19 159         |
| Muttenz                | 17 938         |
| Pratteln               | 16 606         |
| Binningen              | 15 771         |
| Liestal (hlavní město) | 14 769         |
| Münchenstein           | 12 063         |
| Oberwil                | 11 104         |
| Birsfelden             | 10 396         |
| Aesch                  | 10 314         |

## Hospodářství
Kanton Basilej-venkov je převážně průmyslový, avšak své sídlo zde má také řada společností z oblasti služeb. Mezi známé společnosti z basilejského regionu patří Endress+Hauser, Ronda, Novartis, Hoffmann-La Roche, Ricola, Weleda, Bombardier, Laufen, Renata, Clariant a Georg Fischer AG.
Nezanedbatelnou roli hraje v kantonu také zemědělství. V roce 2020 obhospodařovalo 18,8 % zemědělské půdy kantonu ekologicky 161 zemědělských podniků.

## Doprava

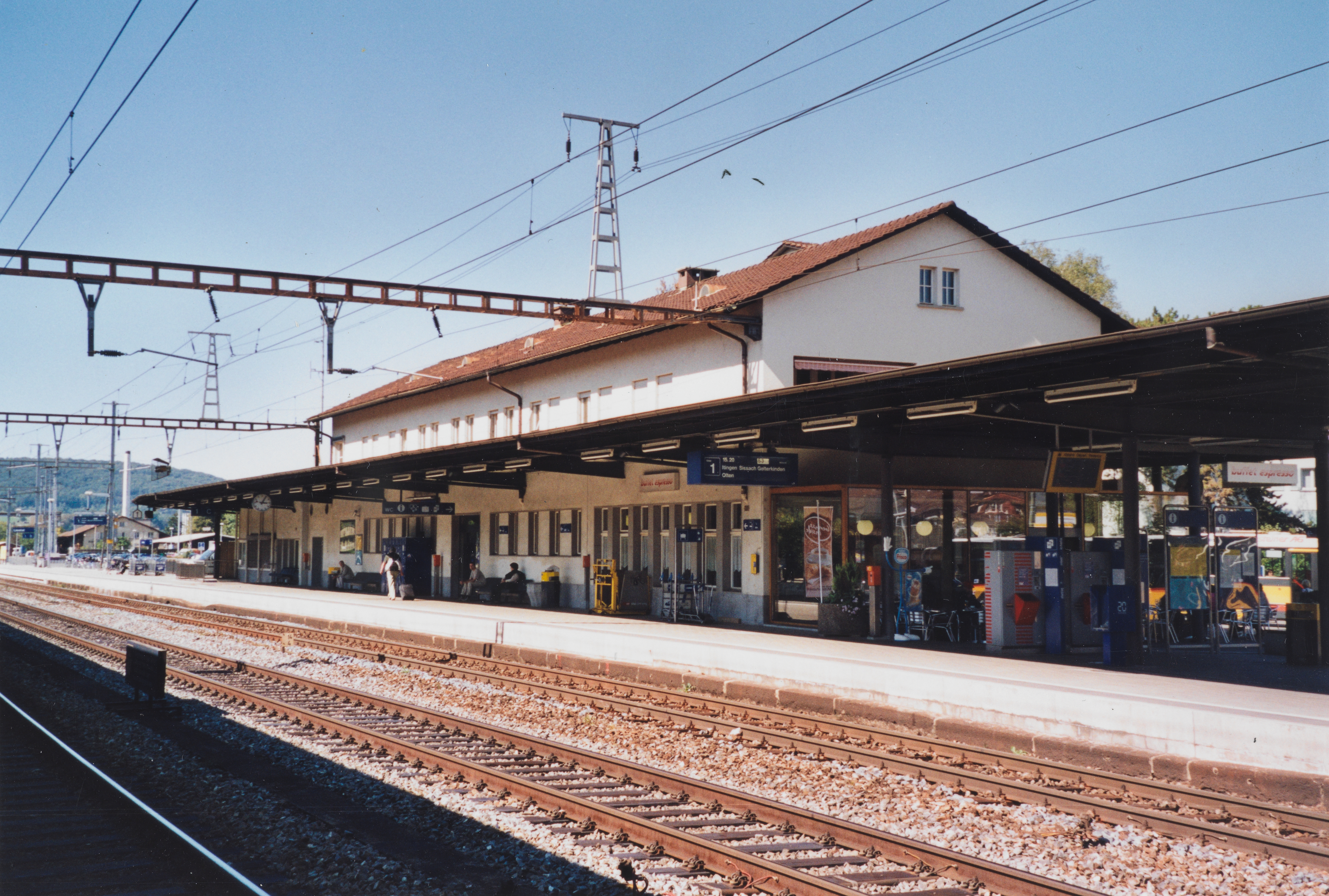
Železniční stanice Liestal

Kanton Basilej-venkov leží na dvou hlavních dopravních osách.
Region Dolní Basilej leží na železničních tratích Basilej – Laufen – Delémont – Biel/Bienne a Porrentruy–Belfort (Francie).
Horní část kantonu leží na hlavní severojižní dopravní ose Německo/Benelux – Gotthard/Lötschberg – Simplon – Itálie. Baselbietem prochází dálnice A2 a tranzitní železniční trať. Z hlavního města kantonu, Liestalu, jezdí meziměstské železniční spoje a spoje kategorie Interregio do celého Švýcarska.
V roce 2021 byla míra automobilizace (počet osobních automobilů na 1000 obyvatel) 519.